# Skateboard ai Giochi della XXXII Olimpiade - Park maschile
La gara di park maschile dei Giochi della XXXII Olimpiade si è svolta il 5 agosto 2021. Hanno partecipato 20 atleti provenienti da 13 diverse nazioni.
Il vincitore della gara è stato l'australiano Keegan Palmer. 

## Semifinale
I primi 8 skater avanzano alla finale.
| Pos. | Batteria | Atleta             | Nazione     | Run   | Run   | Run   | Note |
| Pos. | Batteria | Atleta             | Nazione     | 1     | 2     | 3     | Note |
| ---- | -------- | ------------------ | ----------- | ----- | ----- | ----- | ---- |
| 1    | 3        | Luiz Francisco     | Brasile     | 81.50 | 84.31 | 12.74 | Q    |
| 2    | 3        | Kieran Woolley     | Australia   | 82.69 | 14.48 | 70.04 | Q    |
| 3    | 2        | Pedro Quintas      | Brasile     | 59.55 | 6.47  | 79.02 | Q    |
| 4    | 4        | Pedro Barros       | Brasile     | 73.00 | 77.14 | 18.56 | Q    |
| 5    | 4        | Keegan Palmer      | Australia   | 64.04 | 77.00 | 13.17 | Q    |
| 6    | 3        | Steven Piñeiro     | Porto Rico  | 64.11 | 68.14 | 76.20 | Q    |
| 7    | 3        | Vincent Matheron   | Francia     | 70.04 | 74.07 | 67.96 | Q    |
| 8    | 4        | Cory Juneau        | Stati Uniti | 71.08 | 37.56 | 73.00 | Q    |
| 9    | 2        | Danny León         | Spagna      | 52.40 | 72.24 | 23.35 |      |
| 10   | 2        | Jaime Mateu        | Spagna      | 54.66 | 48.51 | 69.18 |      |
| 11   | 1        | Zion Wright        | Stati Uniti | 67.21 | 53.87 | 8.35  |      |
| 12   | 2        | Alessandro Mazzara | Italia      | 7.78  | 65.25 | 24.58 |      |
| 13   | 1        | Heimana Reynolds   | Stati Uniti | 42.37 | 44.29 | 63.09 |      |
| 14   | 4        | Ayumu Hirano       | Giappone    | 58.84 | 62.03 | 38.72 |      |
| 15   | 2        | Tyler Edtmayer     | Germania    | 58.33 | 51.61 | 61.78 |      |
| 16   | 1        | Andy Anderson      | Canada      | 35.57 | 58.50 | 60.78 |      |
| 17   | 4        | Oskar Rozenberg    | Svezia      | 3.83  | 28.20 | 56.66 |      |
| 18   | 1        | Ivan Federico      | Italia      | 5.07  | 46.90 | 5.08  |      |
| 19   | 1        | Rune Glifberg      | Danimarca   | 6.24  | 37.61 | 6.11  |      |
| 20   | 3        | Dallas Oberholzer  | Sudafrica   | 21.68 | 24.08 | 18.21 |      |

## Finale
| Pos. | Atleta           | Nazione     | Run   | Run   | Run   |
| Pos. | Atleta           | Nazione     | 1     | 2     | 3     |
| ---- | ---------------- | ----------- | ----- | ----- | ----- |
|      | Keegan Palmer    | Australia   | 94.04 | 5.86  | 95.83 |
|      | Pedro Barros     | Brasile     | 86.14 | 73.50 | 22.99 |
|      | Cory Juneau      | Stati Uniti | 82.15 | 84.13 | 7.00  |
| 4    | Luiz Francisco   | Brasile     | 80.24 | 80.62 | 83.14 |
| 5    | Kieran Woolley   | Australia   | 17.03 | 82.04 | 2.17  |
| 6    | Steven Piñeiro   | Porto Rico  | 5.20  | 75.17 | 74.53 |
| 7    | Vincent Matheron | Francia     | 27.81 | 27.41 | 42.33 |
| 8    | Pedro Quintas    | Brasile     | 4.35  | 35.54 | 38.47 |